# Jakob Rem

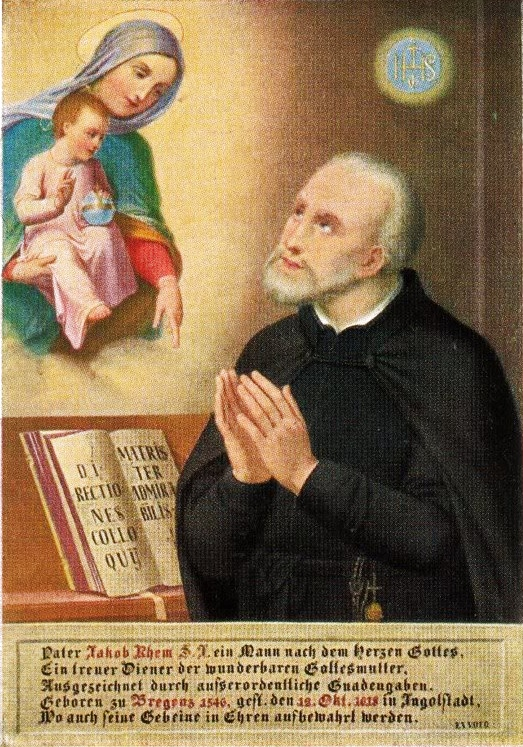
Pater Jakob Rem S.J., Votivbild um 1850

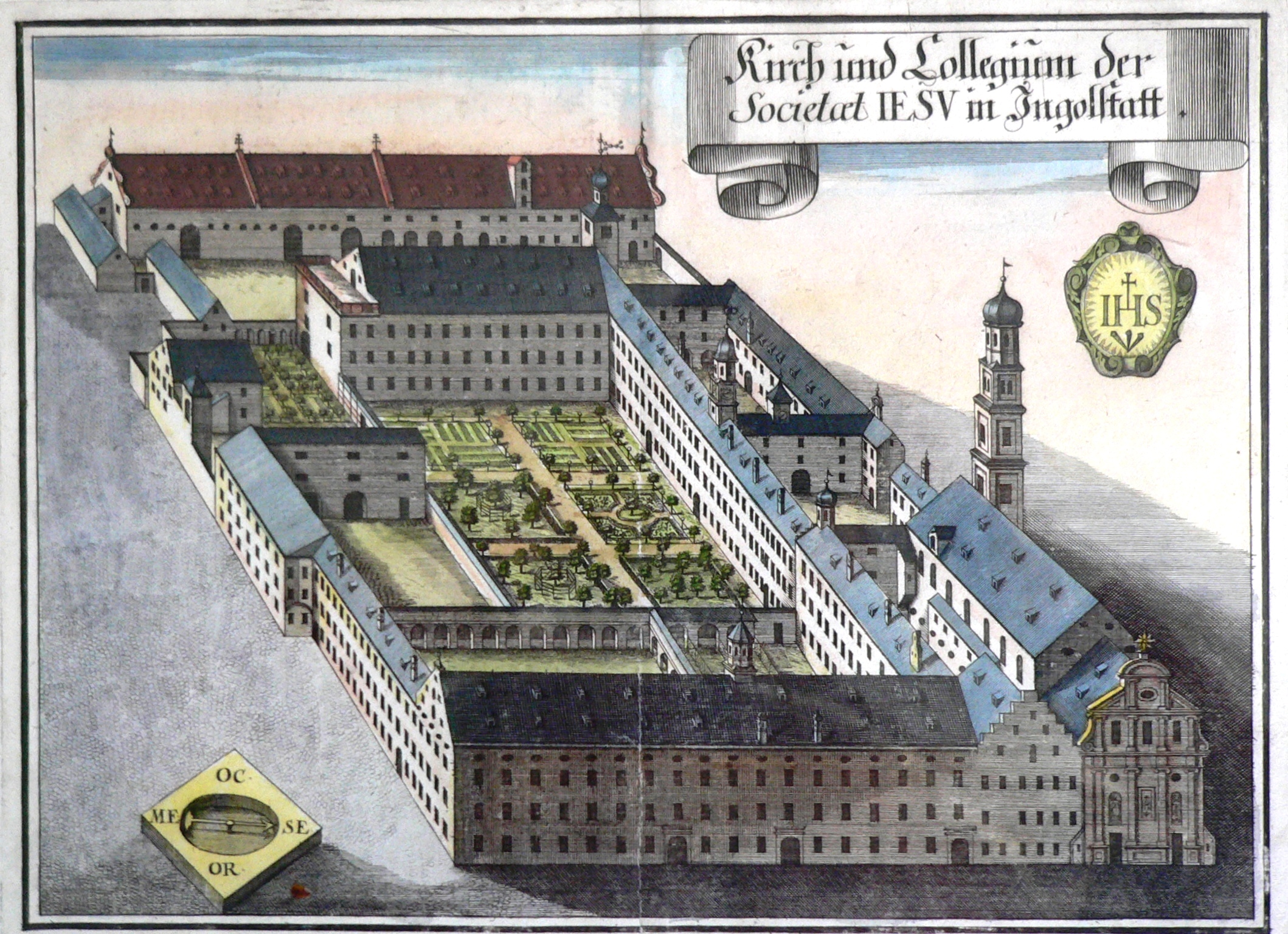
Jesuitenkolleg Ingolstadt, Wirkungsstätte von Pater Jakob Rem

Jakob Rem SJ (* Juni 1546 in Bregenz, Vorarlberg; † 12. Oktober 1618 in Ingolstadt) war ein in Bayern wirkender, katholischer Priester und Jugendseelsorger. Er begründete die Marianischen Kongregationen in Deutschland und die Andacht zur Dreimal wunderbaren Mutter.

## Leben
Jakob Rem war der Sohn einer Gastwirtsfamilie. Er wuchs in Bregenz und in Kißlegg auf, wohin seine Familie gezogen war, als er etwa zehn Jahre alt war. Er besuchte die von Jesuiten geleitete Lateinschule in Dillingen an der Donau und begann an der Universität 1564 mit den philosophischen Studien. Nach deren Abschluss als Bester seines Jahrganges 1566 trat er in die Gesellschaft Jesu ein. Zu den theologischen Studien sandten ihn seine Oberen nach Rom, wo er – zusammen mit Stanislaus Kostka und Claudio Acquaviva – das Noviziat ableistete. 1568 schickte man ihn zu weiteren Studien zurück an die Dillinger Hochschule; in Augsburg wurde er 1573 zum Priester geweiht. Im gleichen Jahr übernahm er die Aufgaben eines Subregenten am Priesterseminar in Dillingen. Gleichzeitig wirkte dort Petrus Canisius, der damals Provinzial der Oberdeutschen Provinz der Jesuiten war. In Rom hatte Rem die Marianische Kongregation kennengelernt; eine solche gründete er – als erste in Deutschland – zur Förderung der begabteren Studenten in Frömmigkeit und Glauben nun auch in Dillingen.
1585 wirkte Rem als Subregens und Minister (zuständig für die äußeren Angelegenheiten einer jesuitischen Niederlassung) in München, 1586 wurde er wiederum als Subregens, Beichtvater der Konviktoren und Präfekt nach Ingolstadt an das Ignatiuskonvikt und die dortige aufstrebende Universität berufen. Dort gründete er 1595 neben der Marianischen Kongregation das Colloquium Marianum, in das nur besonders befähigte Studenten, selten mehr als 40 gleichzeitig, aufgenommen wurden. Es bestand bis 1779. Zu seinen Schülern gehörte Jakob Bidermann, der später als Dramatiker berühmt wurde. Neben seinen anderen Aufgaben wirkte Rem trotz angegriffener Gesundheit in der geistlichen Begleitung von zahlreichen Ordensleuten und Laien und bewies dabei Einfühlungsvermögen und Geschick.
Jakob Rem starb am 12. Oktober 1618, kurz nach Ausbruch des Dreißigjährigen Krieges, dessen Kommen er seit Jahren geahnt hatte.

## Verehrung und Seligsprechungsprozess
Dass sein Gebetsleben mystisch begnadet war, galt seinen Zeitgenossen als sicher. Der Nekrolog des Ordens urteilte: „Wir haben in diesem Jahr einen Mann verloren, der nach dem allgemeinen Ruf und Urteil als ein Heiliger bekannt war, (…) ein Mann von höchster Tugend, der aber durch seine Bescheidenheit dieselbe so verhüllte, dass es den Anschein haben wird, wir führten zu wenig an, um den Ruf seiner Heiligkeit zu beweisen.“
Mathias Tanner, Rektor der Prager Universität und Ordenshistoriker, nahm Rem in sein 1694 erschienenes Buch der Jesuiten auf, die sich in Lebensführung und Werk vorbildlich um die Vertiefung des Glaubens bemüht hätten.
Rems Gebeine wurden 1694 zum ersten Mal erhoben. Bei ihrer zweiten Erhebung 1935 wurden sie in das Münster Zur Schönen Unserer Lieben Frau übertragen, wo sie in einer Seitenkapelle beim Gnadenbild, das an dieser Stelle seit 1881 verehrt wird, ruhen. Seine Verehrung ist noch im Bistum Eichstätt lebendig. Bereits 27 Jahre nach seinem Tod wurden erste Schritte für eine Seligsprechung Rems unternommen. Der bischöfliche Informativprozeß zur Seligsprechung wurde erneut 1932 begonnen und 1949 abgeschlossen. Der sogenannte Schriftenprozess wurde am 21. Juni 1957 positiv beendet. Nach umfangreichen Archivarbeiten, besonders durch Rita Haub (1955–2015), der Leiterin des Referats Geschichte und Medien bei der Deutschen Provinz der Jesuiten, wurde am 17. Januar 2009 die Causa Rem durch den Jesuitenorden wieder aufgenommen. Zum Postulator wurde Anton Witwer SJ ernannt, der als Generalpostulator der Jesuiten auch für die angestrebte Seligsprechung von Philipp Jeningen zuständig ist.
Bischof Gregor Maria Hanke hat 2010 die Neueröffnung des Seligsprechungsverfahrens angeordnet.
In der christlichen Kunst wird Jakob Rem in Jesuitenkleidung dargestellt, oft mit dem Bild der „Dreimal wunderbaren Mutter“ und dem Regelbuch der Marianischen Kongregation in der Hand oder vor dem Gnadenbild betend.

## Gnadenbild: Dreimal wunderbare Mutter

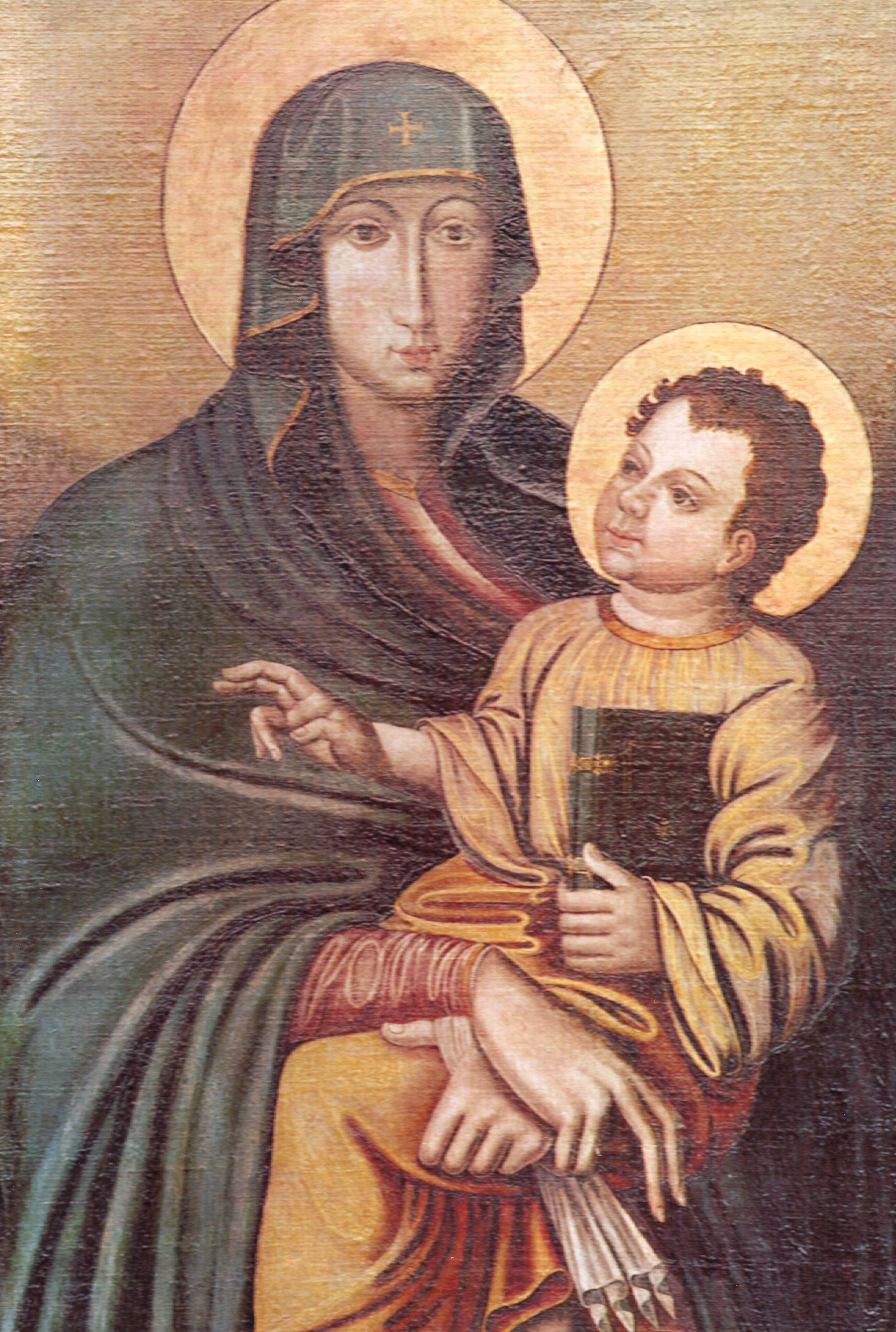
Dreimal wunderbare Mutter, Ingolstädter Gnadenbild

In Rom hatte Rem in Santa Maria Maggiore das Bild Maria vom Schnee (meist Salus Populi Romani genannt) kennengelernt und verehrt. Der Ordensgeneral Francisco de Borja sandte 1571 Kopien dieses Bildes in verschiedene Niederlassungen der Jesuiten, so auch nach Ingolstadt. Rem verrichtete oft seine Gebete vor diesem Bild, das allmählich auch bei den Studenten beliebt wurde. Schließlich hing Rem das Bild in die Kapelle, in der die Marianische Kongregation und das Marianische Colloquium zusammenkamen. Am 6. April 1604 erkannte Rem beim Gebet der Lauretanischen Litanei, dass der Gottesmutter die Anrufung Mater admirabilis (Du wunderbare Mutter) besonders gefalle. Von da an ließ er diese Anrufung jeweils dreimal wiederholen, wodurch mit der Zeit das Bild die Bezeichnung Dreimal wunderbare Mutter bzw. Mater Ter Admirabilis bekam.
Seit 1881 – der Wiederauffindung, bei der Franz Seraph Hattler mitwirkte, der auch die erste neuzeitliche und quellenkritische Biografie von Rem schrieb – hängt dieses Bild im Liebfrauenmünster. 1942 weihte Bischof Michael Rackl das Bistum Eichstätt der Gottesmutter; diese Weihe wiederholte Bischof Gregor Hanke am 16. Juli 2009 im Ingolstädter Münster. Das Fest der Dreimal wunderbaren Mutter wird in diesem Bistum am 11. Oktober begangen.
Das bekannte Gnadenbild der Schönstattbewegung ist der Nachdruck des Gemäldes Refugium peccatorum von Luigi Crosio, das das römische Bild  Maria Salus Populi Romani im Stil der Zeit abwandelt. Auch für dieses Bild ist die Bezeichnung Dreimal wunderbare Mutter bzw. Mater ter admirabilis üblich. Josef Kentenich nahm 1914 bei der Gründung seiner Gemeinschaft Bezug auf Rem (den er aus Hattlers Biografie kannte) und das Ingolstädter Marienbild.
Papst Franziskus besuchte das von Jakob Rem so geschätzte Gnadenbild Salus Populi Romani (in römischen Basilika Santa Maria Maggiore) am Morgen nach seiner Wahl und legte vor ihm Blumen nieder.

## Gnadenbild: Maria Knotenlöserin

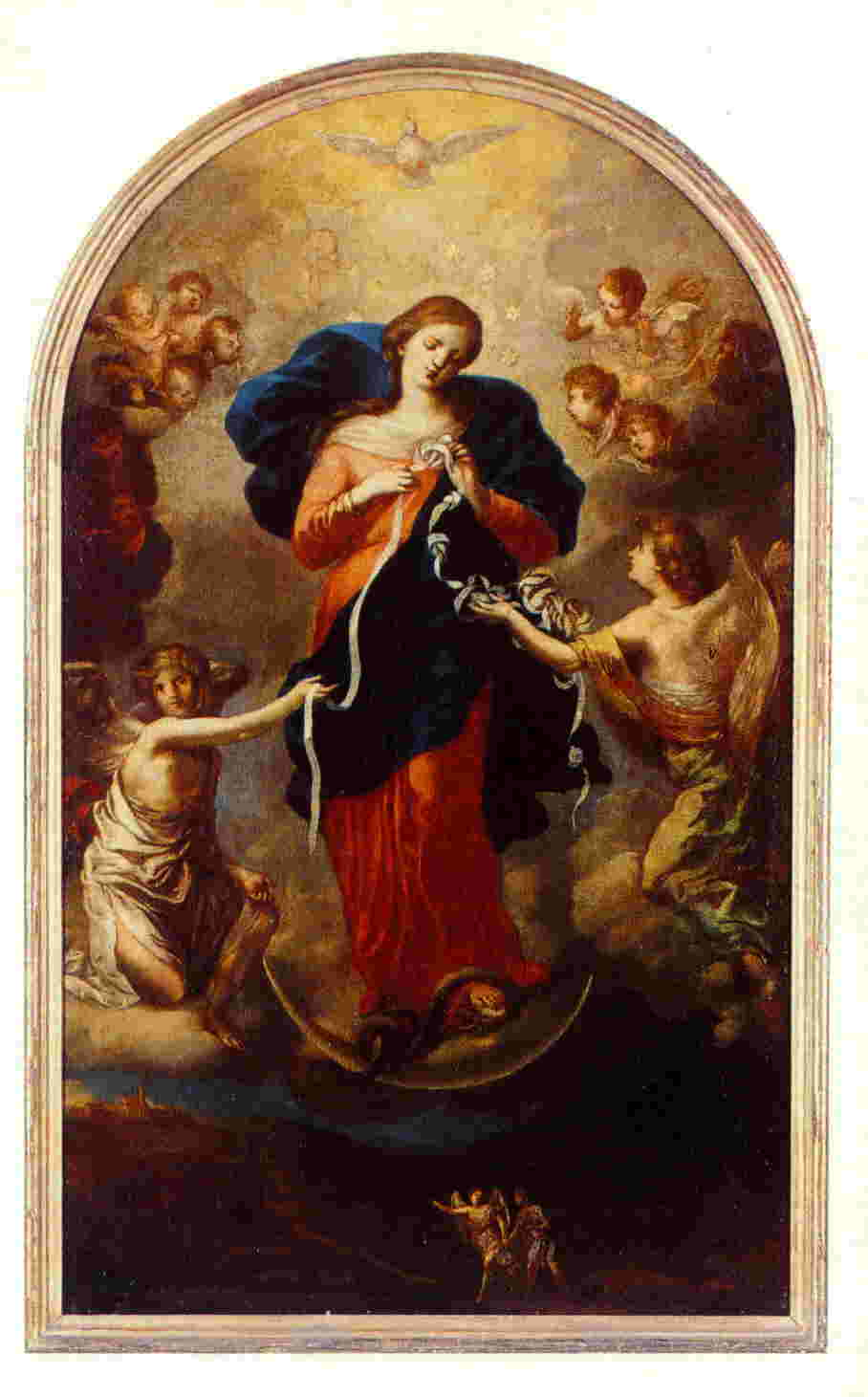
Maria Knotenlöserin, Augsburger Gnadenbild

In der Stiftskirche St. Peter am Perlach (Augsburg) befindet sich das Gnadenbild Maria Knotenlöserin. Gestiftet hat das Wallfahrtsbild im Jahre 1700 der Patrizier Hieronymus Ambrosius Langenmantel, der von 1666 bis 1709 dort als Kanoniker wirkte. Die Stiftung soll zusammenhängen mit einem Ereignis in der Familie von Langenmantel. Sein Großvater Wolfgang Langenmantel (1586–1637), ein ehemaliger Schüler von Jakob Rem, stand kurz vor der Trennung von seiner Frau Sophia Rentz (1590–1649) und besuchte deshalb 1612 den Jesuitenpater in Ingolstadt. Pater Rem betete vor dem dortigen Marienbild und sprach: „In diesem religiösen Akt erhebe ich das Band der Ehe, löse alle Knoten und glätte es.“ Danach sei wieder Friede zwischen den Eheleuten eingekehrt, die Trennung habe nicht stattgefunden und Hieronymus Ambrosius Langenmantel, als Enkel, habe später zur Erinnerung daran, das Bild der „Knotenlöserin“ in Auftrag gegeben.
Auch dieses mit Pater Rem zusammenhängende Gnadenbild wird besonders verehrt von Papst Franziskus, der Kopien davon nach Argentinien brachte und dort eine große Wallfahrt zu ihm begründete.